# AB G 4/5
Die Appenzeller Bahn (AB) beschaffte 1908 und 1910 jeweils eine Heissdampf-Tenderlokomotive der Bauart G 4/5. Die erste Lokomotive wurde nach SLM-Plänen von der Maschinenfabrik Esslingen gebaut, die zweite von der Lokomotivfabrik Winterthur (SLM); sie unterscheiden sich in den Hauptabmessungen nicht. Der Kaufpreis wird bei der Nr. 7 mit 35'000 CHF und bei der Nr. 8 mit 32'200 CHF angegeben.

## Technisches

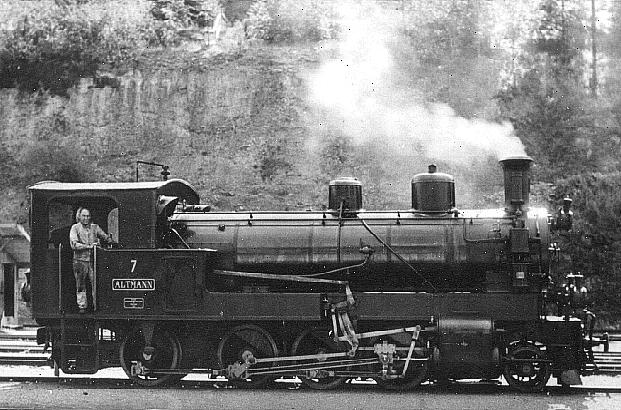
G 4/5 7 „Altmann“ im Bahnhof Herisau

Beim Bau gab es starke technische Einschränkungen bedingt durch die Strecke. So waren Kessel- und Triebwerkabmessungen kleiner als die G 4/5 der Rhätischen Bahn. Der Achsdruck war auf 8 t begrenzt und die Fahrzeuge mussten einen minimalen Radius von 84 Meter befahren können. Deswegen war die hinterste Kuppelachse seitlich beweglich eingebaut; auch die zweite Kuppelachse war seitlich verschiebbar. Die dritte Kuppelachse war das Treibrad. Die Lokomotiven waren zweizylindrige Heissdampf-Tenderlokomotiven mit aussenliegender Steuerung. Der Kesseldruck betrug bei der ersten Lokomotive zuerst nur 10 Atm., konnte aber 1902 auf 11 Atm. erhöht werden. Mit ihrer Leistung von 500 PS übertraf sie die Leistung ihrer Vorgängerinnen G 3/3 und G 3/4 um mehr als das Doppelte.

## Betrieb

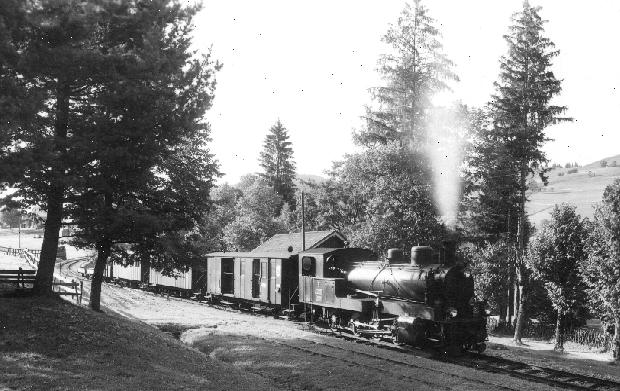
G 4/5 der mit gemischtem Personen- und Güterzug in Gontenbad

Eine G 4/5 wurde stets von Appenzell aus eingesetzt. Sie führte jeweils den ersten Morgenzug nach Gossau und den letzten Abendzug zurück nach Appenzell. Standen beide Maschinen zur Verfügung, begann und endete der Umlauf der einen Maschine in Herisau. Im Winter wurde nur eine der beiden Maschinen eingesetzt. Die Anhängelast auf 38 Promille Steigung betrug 85 Tonnen. 1924 wurde die Höchstgeschwindigkeit von 30 auf 35 km/h erhöht und 1931 auf 40 km/h.

## Verbleib

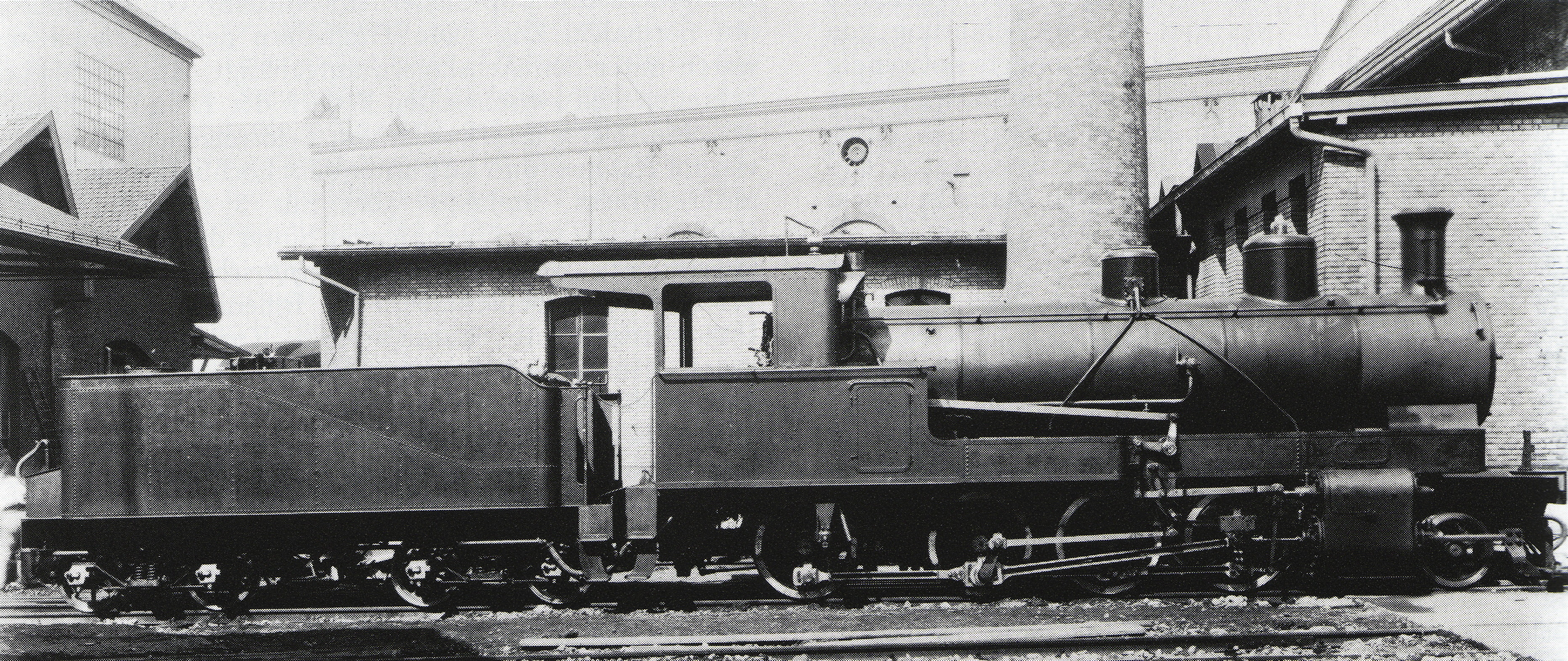
Vor dem Verkauf nach Äthiopien rüstete die SLM die beiden Lokomotiven mit einem Schlepptender aus.

Die beiden Lokomotiven wurden nach der Elektrifizierung 1933 der Bahnstrecke überflüssig und konnten 1937 nach Äthiopien an die Chemin de fer Franco-Ethiopien (Äthiopien) verkauft werden; dafür wurden sie bei der SLM umgebaut. Wegen des schwachen Oberbaues musste die Achslast reduziert werden, was durch den Umbau zur Schlepptenderlokomotive bewerkstelligt wurde. Sie erhielten dabei einen neuen vierachsigen Tender, und auch das Führerhaus wurde den neuen Gegebenheiten angepasst. Sie erhielten die Nummer 101 und 102. Wie lange sie dort im Einsatz waren, ist unbekannt. Da der Nachfolger, die Diesellokomotiven der Baureihe M, aber erst 1950 ausgeliefert wurde, ist als Ausrangierdatum frühestens 1950 anzunehmen.

## Liste der G 4/5 der Appenzeller Bahn
| Betriebs- Nummer | Name    | Fabrik- Nummer | Baujahr | Fabrik     | Über- hitzer | ausrangiert |
| ---------------- | ------- | -------------- | ------- | ---------- | ------------ | ----------- |
| 7                | Altmann | 3472           | 1908    | Esslingen  | von neu      | 1937        |
| 8                | Säntis  | 2093           | 1910    | Winterthur | von neu      | 1937        |